# Villadossola
Villadossola – miejscowość i gmina we Włoszech, w regionie Piemont, w prowincji Cusio Ossola, u wylotu doliny Val di Antrona w Alpach Pennińskich.
W przeszłości było to ważne centrum dla hutnictwa żelaza i stali oraz przemysłu chemicznego.
Według danych na rok 2004 gminę zamieszkiwało 6910 osób, 383,9 os./km².